# Larry Kaplan
Larry Kaplan (geb. um 1950) ist ein US-amerikanischer Videospiel-Designer und Programmierer. 

## Leben
Kaplan studierte von 1968 bis 1974 an der University of California, Berkeley und schloss mit einem Bachelor of Arts in Computer Science ab.
Abschließend arbeitete er für die Firma Atari und war maßgeblich für den Erfolg etlicher Atari 2600 Spiele verantwortlich. Weil der Name der Spieleautoren in den Videospielen der Firma Atari nicht genannt wurden, kündigte Kaplan bei Atari und wurde 1979 einer der fünf Gründer der Videospielfirma Activision. 
Bei Activision wurde Kaplan besonders durch das Atari 2600 Spiel Kaboom! bekannt. Das Spiel wurde 1981 von Activision veröffentlicht.
Er verließ Activision im Sommer 1982 und hatte einen kurzzeitigen Vertrag mit Nolan Bushnell, dessen Projekt nicht in Gang kam. Im Herbst desselben Jahres wurde er als VP for consumer software division bei Atari eingestellt und sollte ein neues Hardware-System entwickeln, wurde jedoch nach einem Zusammenbruch des Börsenkurses im Sommer 83 wieder entlassen. Weitere kurze Anstellungen folgten bei Capcom und 3DO. 
Kaplan war kurzzeitig Lead Technical Director für den Film Antz, verließ die Produktionsfirma jedoch vor dessen Fertigstellung. Von 2001 bis zur Auflösung des Unternehmens 2003 arbeitete er wieder bei 3DO. Danach zog er sich vom Erwerbsleben zurück (Stand 2011).